# Lee Garlington
Ann Leslie "Lee" Garlington (20 de julho de 1953) é uma atriz norte-americana.

## Biografia
Garlington nasceu em Teaneck, Nova Jérsei. Ela já participou de um número notável de séries televisivas, incluindo The West Wing, 7th Heaven, 8 Simple Rules, CSI: Crime Scene Investigation, Judging Amy, Will & Grace, Matlock,  L.A. Law, The Practice, Quantum Leap, Home Improvement, Boston Legal, Roseanne, Get a Life, Profiler, Medium, Buffy the Vampire Slayer, Two and a Half Men, Lie to Me e muitas outras. Ela também interpretou o papel de Kirsten, irmã de Rose Nylund (Betty White) na última temporada de The Golden Girls e Ronni, a amante do pai de Joey Tribbiani em Friends. De 2002 a 2005, ela teve um papel recorrente como Brenda Baxworth em Everwood. Também foi uma das estrelas do seriado Lenny.
Ela também apareceu na sequência de Psycho de Alfred Hitchcock, Psycho II em 1983 e no seu sucessor, Psycho III em 1986. No mesmo ano ela contracenou com Sylvester Stallone e Brigitte Nielsen no thriller de ação Cobra. No filme Sneakers ela interpretou a Dr. Elena Rhyzkov, uma cientista de matemática da Checoslováquia, em uma cena com Robert Redford.
O papel da protagonista de Seinfeld seria originalmente destinado a Garlington. Ela teve um papel regular no episódio piloto, "The Seinfeld Chronicles", interpretando a garçonete Claire no Pete's Luncheonette. Quando a produção da série começou, entretanto, ficou decidido que um papel feminino de um nível social tão diferente em relação ao resto do elenco seria impraticável, então o papel de Claire foi reescrito e substituído por Elaine Benes. Garlington foi recentemente indicada ao Prêmio Emmy do Primetime de Melhor Atriz em comédia de curta duração ou série dramática por seu papel como 'Darlene' em Broken (2018).

## Filmografia parcial
- The Angriest Man in Brooklyn, 2014
- Boa Sorte, Charlie!, 2011
- Prayers for Bobby, 2009
- Grey's Anatomy, 2005
- The Hot Chick, 2002
- A Soma de Todos os Medos, 2002
- Dante's Peak, 1997
- Sneakers, 1992
- A Sétima Profecia, 1988